# Apotheke am Rathaus (Alsfeld)

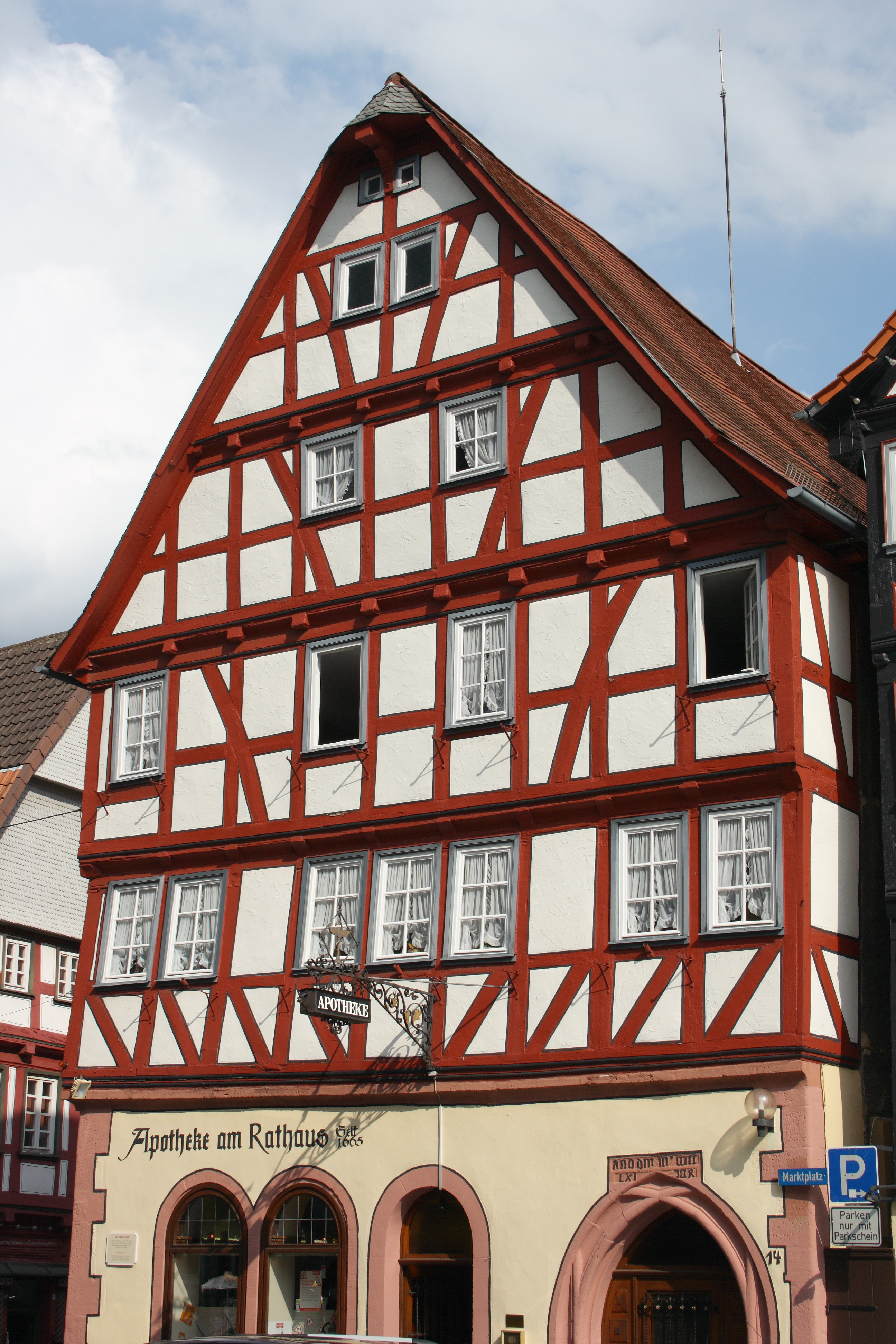
Apotheke am Rathaus

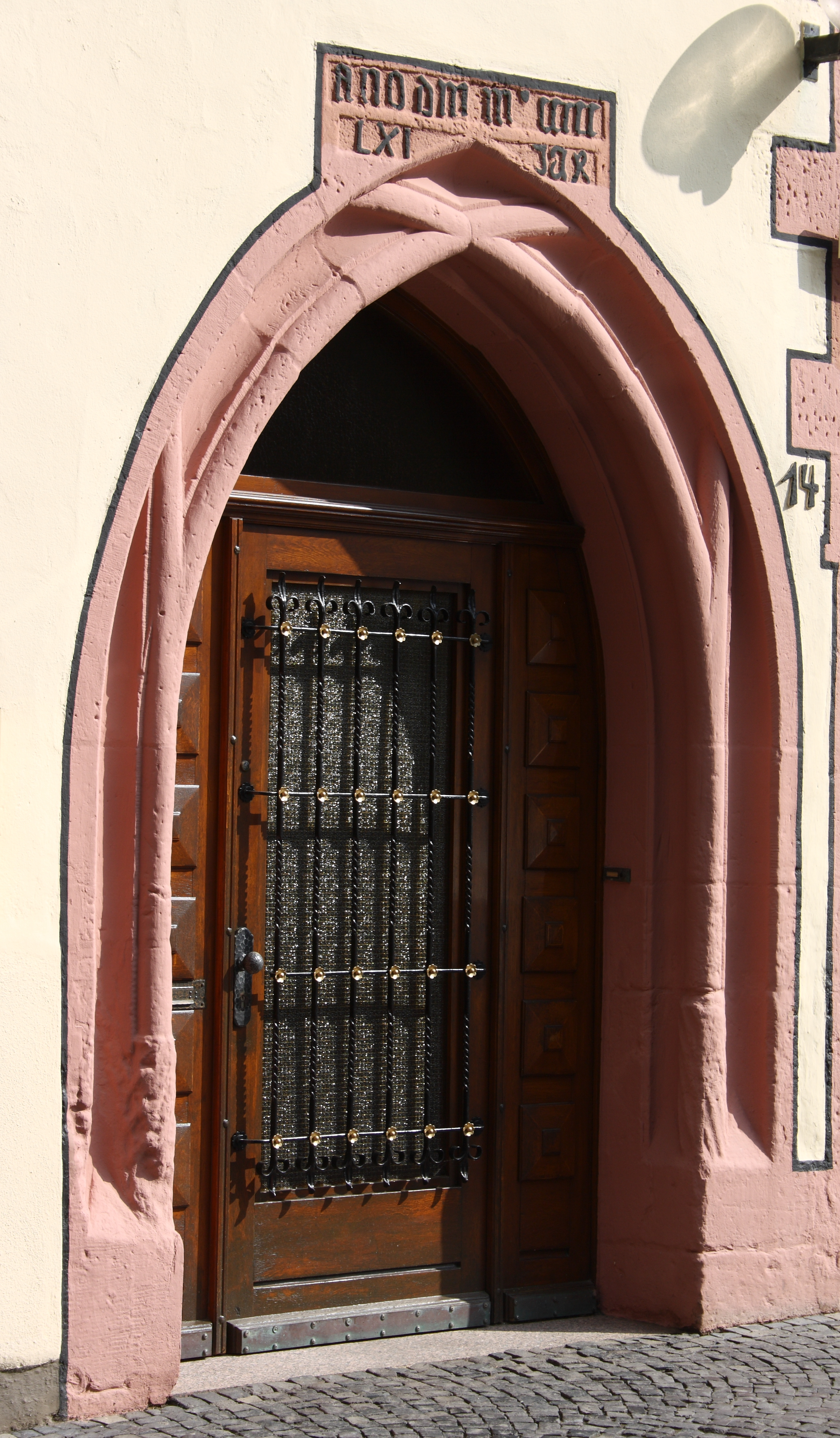
Portal

Die Apotheke am Rathaus in Alsfeld ist eine der ältesten Apotheken in Deutschland. Das Fachwerkhaus am Markt 14 ist ein geschütztes Kulturdenkmal und wurde 1561 errichtet.

## Beschreibung des Gebäudes
Das Gebäude steht an der Ecke vom Markt zur Oberen Fulder Gasse. Es wird seit 1683 als Apotheke genutzt. Über einem steinernen Erdgeschoss erhebt sich der zweigeschossige Fachwerkbau in Rähmbauweise mit zwei weiteren, ebenfalls vorkragenden, Dachgeschossen. Er entstand rund 50 Jahre nach dem gegenüberliegenden Rathaus der Stadt. Über dem giebelseitigen, spitzbogigen Portal ist die Erbauungszeit von 1561 eingeschrieben.
Zum Haus gehört die an der Oberen Fulder Gasse sich anschließende Scheune, die mit dem Jahr 1601 datiert ist.